# 新汶市
新汶市是中华人民共和国山东省一个已经撤销的县级市，其驻地在今新泰市新汶街道。

## 沿革
1959年，新泰县孙村人民公社和汶南人民公社的一部分地区划出，设立新汶市，仍归济南市管辖。
1961年4月18日，泰安专区建置恢复，新汶市划归泰安专区。
1965年3月27日，撤销新汶市，设立新汶县。
1982年8月2日，撤销新汶县，重新设立县级新汶市。
1983年8月30日，撤销县级新汶市和新泰县，设立县级新泰市。